# 吉林师范大学
吉林师范大学，或简称吉师、吉林师大，是一所位于中华人民共和国吉林省四平市的公立師範類高等院校，行政上由吉林省人民政府舉辦。
学校肇始于1958年成立的四平师范专科学校，1973年，升格为本科大学四平师范学院，并于2002年更为现名。该校面向中華人民共和國全國招生，建立了相交多樣的人才培養框架，有資格提供本科及专科高等教育、成人教育、留學生教育以及從業資格培訓；除了传统优势的师范类专业以外，学校也通过增设非师范类专业齊全了专业学科门类，促进了学校的協調發展。作为吉林省内创校历史较早的师范类院校，吉林师范大学也肩负着省内所有普通高校、成人高校、职业技术学校乃至中小学、幼儿园的教师培训任务，也为中华人民共和国教育部“卓越教师培养计划”实施院校之一，更是吉林省高中骨干教师培养中心、高校师资培训中心和教师教育研究的中心院校，吉林省重点发展的大学之一。

## 历史沿革
学校肇始于1958年6月成立的四平师范专科学校，当时，中共中央及国务院发出《关于教育工作的指示》，提出要多快好省地发展教育事业，吉林省也出现大办教育热潮，中共四平市委决定筹建大专四平师范专科学校；同年9月15日，正式建立四平师范专科学校，其办学地点在四平市高级中学西楼的第二层:2217，开设中文、政治历史、数学物理、地理生物四个学科，学制二年；1960年，该校招收首批本科生，学制四年，同年四平师范学校并入，以此扩大了学校规模，充实教师团队，并一定程度增加了教学仪器设备:195。进入1960年代后，受到中华人民共和国教育部《教育部直属高等学校暂行工作条例》的影响，通化师专、白城师专、吉林师专等高等院校先后并入四平师范专科学校:337。
在文化大革命期间，四平师范专科学校的正常教学秩序遭到扰乱，不少师生遭到批斗、迫害，学校也出现了一些造反派群眾組織，他们在四平市内「奪權運動」，推翻了当地的黨政機關:72-73。尽管如此，学校在1973年升为本科层次的四平师范学院，由吉林省革命委员会主管，文革结束后的1977年，该校开始招收本科学生，学制四年；同时不断扩建校舍、购置仪器设备，以改善办学条件:196。1979年，学院开始招收硕士研究生:238。不过直到1998年，中华人民共和国国务院学位委员会才同意增列四平师范学院为硕士学位授予单位。
2002年3月21日：中华人民共和国教育部同意学校更名为吉林师范大学，建制延续至今。2004年12月1日，吉林省人民政府确定该校为“吉林省重点大学”，同年，学校下辖的吉林師範大學博達學院被教育部批准为独立学院；2014年3月，学校在吉林省府长春市建立校区，2021年，吉林师范大学获中华人民共和国教育部增列为博士学位授予单位。2023年，学校获批新设1个博士后科研流动站。
吉林师范大学历史沿革

## 校园文化
|             | 好学近乎知。力行近乎仁。 |
| ——礼记·中庸 |                          |

吉林师范大学的校训是“好学近知，力行近仁”，出自《礼记·中庸》：“好学近乎知。力行近乎仁。”体现了吉林师范大学以人为本、重视学生全面发展的理想追求。校歌为《我们是祖国栋梁》，由学校教师孙伟志作词、作曲家徐沛東作曲。此外，吉林师范大学也制定了“不作弊、不吃垃圾食品、不大声喧哗、不插队、不乱扔垃圾、不浪费粮食”等六项行为准则约束在校生，该规定也是学校师范生师德表率教育内容的一部分，旨在让所有学生养成健康、文明的生活方式以及良好的行为、习惯，并被该校学生通称为“吉师六律”。

## 校园环境
吉林师范大学本部在吉林省西南隅的四平市市区，1960年，四平师范专科学校从临时办学地址四平一中西楼的二楼迁到原四平专区专员公署的办公用房内，不再需要借地办学；以后，学校各系所曾在东、西两校区办学，直到1985年迁入四平市铁西区海丰大街西校区，延续至今。2014年以后，该校新闻与传播学院，外国语学院下设的德语、西班牙语专业，研究生院，吉林省高校师资培训中心等机构陆续迁入长春校区。除此之外，吉林师范大学还在邻近四平的辽源市开设了专科层次的分院。

## 现况

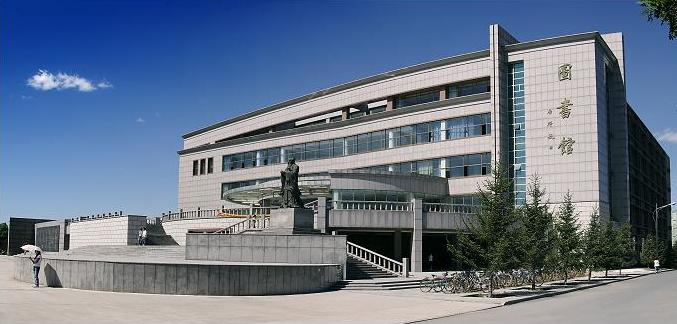
图书馆

建校之初，全校仅有教职员工29人，学生285人；日后由于专业增加、以及合并其他学校，该校的师生数量逐渐增加；截至2021年，该校总共有在校学生23,000余人，其中也涵蓋了本科生、专科生、碩博研究生、留學生及成人教育生等。学校有教职工1,600余人，其中不乏入選「四個一批」、國家高層次人才特殊支持計劃、國家傑出青年科學基金等人才計劃的教師；擁有教授、副教授及其他高級職稱者超过600人。

### 系所设置
建校伊始的四平师范专科学校是以培养中、小学教师为主的高等院校，所设科系具有典型的师范色彩:195，顺应现实发展的需要，学校也适时开设了不少非师范类专业。目前共设66个本科专业，覆盖文学、历史学、哲学、法学、教育学、自然科学、工学、艺术学、管理学、经济学数个学科门类，分布在该校19个二级学院及1个教学部内。分别为马克思主义学院、文学院、历史文化学院、外国语学院、数学与计算机学院、物理学院、化学学院、生命科学学院、地理科学与旅游学院、体育学院、教育科学学院、美术学院、新闻与传播学院、信息技术学院、经济管理与法学学院、音乐学院、工程学院、国际文化交流学院、职业技能教研部、继续教育学院等。作为省属重点师范大学，吉林师范大學有資格招收公費師範生，為該省培養合格的中小學及幼兒園教師；其中，思想政治教育、地理学及化学等師範類專業已經通過中華人民共和國教育部2022年師範類專業二級認證。
其中“教育科学学院”又称“田家炳教育书院”，始建于1963年，前身为四平师范学院教育系。现有教育学、心理学、小学教育、学前教育4个本科专业，教育学和心理学一级学科硕士学位授权点及教育硕士专业学位授权点。

### 科研机构
截至2021年，该校共有科研机构42个、科研平台45个。其中包括2个教育部重点实验室（功能材料物理与化学实验室、环境友好材料制备与应用实验室）、1个吉林省重点实验室（植物资源科学与绿色生产重点实验室）以及生物资源与环境信息重点实验室、数值模拟实验室、环境材料与污染控制实验室；吉林省社会科学重点领域研究基地：吉林省教师教育研究基地、吉林省语文教育研究基地、吉林省现代传媒研究基地、吉林省农村金融研究基地、吉林省文献翻译研究基地；东北文化研究中心、吉林省马克思主义中国化研究中心、语言文字应用研究中心、吉林省属高等学校学位与研究生教育研究中心、东北满族文化遗产保护研究中心、中外语言与文化比较研究中心、吉林省高校廉政建设研究基地、吉林省绿色发展研究中心、新时代中国特色社会主义思想研究中心、东丰农民画研究中心、东北亚国际传播研究中心等。